# آب و خاک
آب و خاک رمانی است از جعفر مدرس صادقی نویسنده معاصر ایرانی به زبان فارسی. این داستان در سال ۱۳۸۰ در ایران به وسیله نشر مرکز به چاپ رسیده‌است. چاپ اول این کتاب در فروردین و چاپ دوم آن در اردیبهشت همان سال روانه بازار شده‌است.

## ویژگی‌ها و شیوه نگارش
این داستان ۱۸۵ صفحه‌ای در پانزده فصل تقسیم شده‌است. هر فصلی از این اثر از زاویه دید یکی از شخصیت‌های آن روایت می‌شود. از خلال روایت‌ها و خاطرات روابط بین شخصیتهای اثر بیرون می‌زند. در این میان سه زن اصلی اثر به مانند قربانی ای در برابر زیاده خواهی‌های دو شخصیت مرد آن بهمن و اسماعیل نمودار می‌شوند. شکل بیانی این اثر روایتی ساده و خطی با ارجاعاتی به گذشته می‌باشد.

## خلاصه داستان
این داستان روایت زندگی شخصی است به نام بهمن اسفندیار. وی که از سردمداران ارتش شاهنشاهی ایران بوده‌است، در جریان انقلاب دستگیر می‌شود اما توسط شخصی که قبلاً سرباز او بوده‌است وجانش را مدیون اوت نجات می‌یابد. از طرفی دوست و هم قطار قدیمی او جهانبخش توسط انقلابیون اعدام می‌شود. بهمن اسفندیار به آمریکا می‌رود و بعد از مدتی خانواده اش را نیز به نزد خود می‌آورد. بعد از گذشت سالها و ظهور جریان اصلاحات در ایران هوای وطن به سَر وی می‌افتد و سر انجام بازمی‌گردد. در این بازگشت به سراغ همسر و دو دختر جهانبخش می‌رود. خانواده جهانبخش برای زنده نگه داشتن یاد وی بنیاد خیریه‌ای تأسیس کرده‌اند که این بنیاد به کمک اسماعیل که رشد و گسترش می‌یابد. بهمن که از ابتدا عاشق مینو همسر جهانبخش بوده‌است بعد از بازگشت به ایران عشقش را به مینو ابراز می‌کند. بهمن تصمیم می‌گیرد که در ایران بماند و با مینو ازدواج کند. در این میان آنها به مهمانی یکی از وابستگان فرهنگی خارجی دعوت می‌شوند اما بعد از مهمانی توسط پلیس لباس شخصی دستگیر می‌شوند. پلیس همهٔ دستگیر شدگان بجز چند نفر -از جمله بهمن- را آزاد می‌کند. بهمن به کمک اسماعیل از بند رهایی می‌یابد و باز هم به کمک وی گذرنامه اش را که پلیس توقیف کرده‌است آزاد می‌کند. اسماعیل به بهمن پیشنهاد می‌کند که هر چه سریعتر ایران را ترک کند چرا که او می‌داند که قصد اصلی بهمن از بازگشت به ایران جاسوسی است، بهمن که در اثر مشروب فراوان تعادل ندارد ضربه‌ای به سر اسماعیل می‌زند که بعدها در اثر ایجاد لخته خون در مویرگ مغزی وی منجر به مرگ اسماعیل می‌شود. بهمن با قول بردن مینو به آمریکا از ایران می‌رود و دیگر خبری از او نمی‌شود. مینو برای فرار از غم این حادثه خود را درگیر بنیاد می‌کند و کم‌کم بنیاد را تبدیل به یک بنگاه اقتصادی می‌کند. لیلا دختر کوچک مینو که بسیار زیبا هم هست از غم اسماعیل -نامزدش- خود را غرق مواد می‌کند. سیمین دختر اول مینو خود را وقف انتشار ماهنامهٔ بنیاد می‌کند، ماهنامه‌ای که روی کیوسک روزنامه فروشی‌ها باد می‌کند.